# Sia (piosenkarka)
Sia Kate Isobelle Furler (ur. 18 grudnia 1975 w Adelaide) – australijska piosenkarka, kompozytorka, producentka muzyczna, autorka tekstów, aktorka głosowa i reżyserka.
Karierę rozpoczęła w swojej ojczyźnie, a następnie kontynuowała ją w Londynie, lecz większą popularność przyniosły jej czwarty i piąty album studyjny Some People Have Real Problems (2008) i We Are Born (2010), które wydała, gdy przeprowadziła się do Nowego Jorku. Sia nie czuła się wtedy komfortowo z rosnącą rozpoznawalnością i niedługo później tymczasowo zaprzestała występów, skupiając się na komponowaniu dla innych artystów i biorąc udział w odnoszących sukcesy współpracach „Titanium” (z Davidem Guettą), „Diamonds” (z Rihanną) i „Wild Ones” (z Flo Ridą).
W 2014 r. jej szósty album studyjny 1000 Forms of Fear zadebiutował na pierwszym miejscu zestawienia Billboard 200, pochodzący z niego singiel „Chandelier” znalazł się w pierwszej dziesiątce listy przebojów Billboard Hot 100, a trylogia współreżyserowanych przez artystkę teledysków z udziałem jedenastoletniej tancerki Maddie Ziegler obejrzana była łącznie kilka miliardów razy. Od tego czasu Sia przeważnie nosi perukę zasłaniającą twarz. Singiel „Cheap Thrills” z siódmego albumu This Is Acting (2016) jako pierwszy utwór piosenkarki pojawił się na szczycie amerykańskiej listy, a także list w wielu innych krajach.
Sia komponowała piosenki dla innych wykonawców, jak: Beyoncé, Rihanna, Kylie Minogue czy Flo Rida. Komponowała je także i / lub wykonywała na ścieżkach dźwiękowych filmów i musicali filmowych.
Jest laureatką blisko tuzina ojczystych nagród ARIA, była dziewięć razy nominowana do nagrody Grammy oraz otrzymała nagrodę MTV Video Music Awards.

## Rodzina i edukacja
Urodziła się 18 grudnia 1975 w Adelaide w Australii Południowej. Jej rodzice, Phil B. Colson i Loene Furler, byli członkami zespołu o nazwie The Soda Jerks, tworzącego w gatunku rockabilly. Jej ojciec był także muzykiem w innych grupach, w tym m.in. Foreday Riders, Rum Jungle, Fat Time, Jump Back Jack i Mount Lofty Rangers, a matka była wykładowczynią sztuki i chórzystką Mount Lofty Rangers. Jest bratanicą aktora i piosenkarza Kevina Colsona.
Uczęszczała do szkoły podstawowej w rodzinnej Adelaide, gdzie w 1994 ukończyła również szkołę średnią (Adelaide High School).

## Kariera muzyczna

### Początki
Na początku lat 90. zaczęła grać koncerty w lokalnych klubach z muzyką acid jazz. Kiedy miała 17 lat, została wokalistką zespołu jazzowo-funkowego Crisp, który wraz z nią tworzyli: gitarzysta Jesse Flavell, basista Jeremy Glover, klawiszowcy Sam Langley i Ben Timmis oraz perkusista Steve Rooney. Grupa wydała dwa albumy studyjne: Word and the Deal (1996) i Delerium (1997).
W 1997 zakończyła współpracę z zespołem, by skupić się na karierze solowej. Wydała swój debiutancki album studyjny pt. OnlySee, który został wyprodukowany przez Flavella, będącego autorem większości utworów z krążka. Album został wykupiony w 1200 egzemplarzach. W listopadzie tego samego roku wystąpiła gościnnie w jednym z odcinków serialu Zatoka serc, śpiewając w nim utwór „How to Breathe”.

### Lata 2000–2010
W 2000 podpisała kontrakt płytowy z wytwórnią Dance Pool należącą do Sony Music oraz przeprowadziła się do Londynu, gdzie występowała jako chórzystka zespołu Jamiroquai i wydała singiel „Taken for Granted”. Piosenką zapowiadała swój pierwszy album studyjny pt. Healing Is Difficult, który wydała w lipcu 2001; napisała lub współtworzyła wszystkie utwory z płyty oraz wyprodukowała krążek we współpracy z Blairem Mackichanem. Słowa utworów z płyty nawiązywały do śmiertelnego wypadku samochodowego jej ówczesnego chłopaka, Daniego. Pierwszy singiel z albumu, „Taken for Granted”, dotarł do dziesiątego miejsca brytyjskiej listy przebojów.
Po niezadowalającej akcji promocyjnej płyty zwolniła swojego menedżera i odeszła z wytwórni Sony Music, po czym podpisała kontrakt z Go! Beat Records. W międzyczasie nawiązała współpracę z angielskim duetem Zero 7 (Henrym Binnsem i Samem Hardakerem), dla którego nagrała partie wokalne na ich pierwsze trzy albumy i wzięła udział w ich trasach koncertowych. W 2002 otrzymała statuetkę dla przełomowego autora piosenek na gali wręczenia nagród Australasian Performing Right Association (APRA).

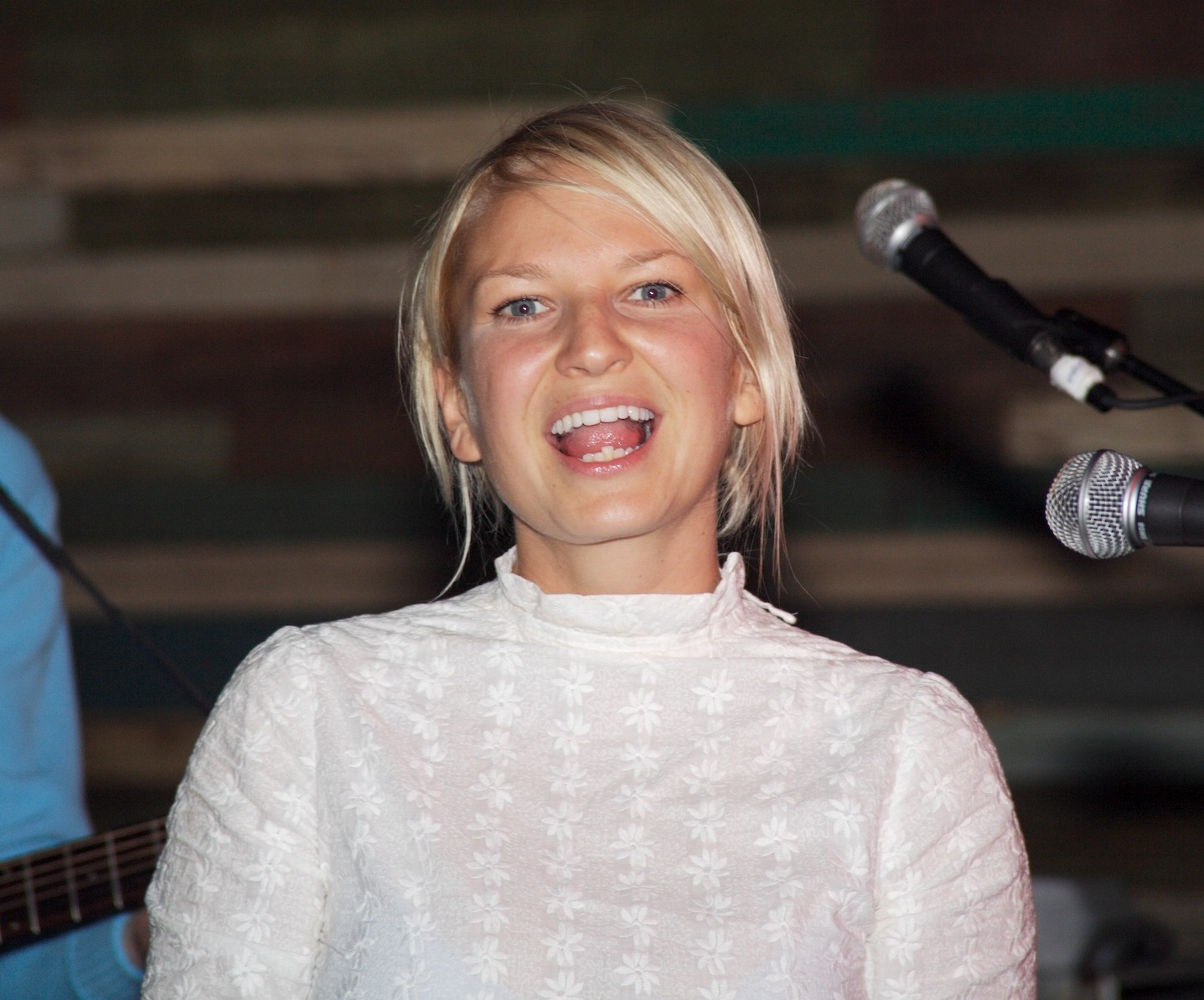
Sia (2006)

W 2003 wydała minialbum pt. Don't Bring Me Down. Jeden z utworów z płyty pojawił się w tle napisów końcowych filmu 36. 19 stycznia 2004 wydała album pt. Colour the Small One. Dzięki wykorzystaniu na płycie instrumentów akustycznych i elektronicznych materiał porównywano do twórczości takich artystów, jak Dido czy Sarah McLachlan. Wśród 11 propozycji z płyty znalazła się m.in. piosenka „The Bully”, która powstała we współpracy z amerykańskim muzykiem, Beckiem Hansenem. Wydawnictwo promowały single „Breathe Me” i „Where I Belong”, który miał znaleźć się na oficjalnej ścieżce dźwiękowej filmu Spider-Man 2, jednak nie pojawił się w produkcji z powodu konfliktu z wytwórnią nagraniową.
Na początku 2005 opuściła wytwórnię Go! Beat Records, co tłumaczyła niezadowoleniem z prowadzonej przez firmę kampanii reklamowej jej nowego albumu. Wyjechała do Nowego Jorku. W tym samym roku jej piosenka „Breathe Me” pojawiła się na albumie Six Feet Under, Vol. 2: Everything Ends, będącym ścieżką dźwiękową serialu HBO Sześć stóp pod ziemią (2001–2005). Na początku 2006 album został wydany przez amerykańską wytwórnię Astralwerks. W tym czasie wyruszyła w amerykańską trasę koncertową, promującą nowe wydanie płyty, wzbogacone o cztery dodatkowe utwory: „Broken Biscuit” (z EP-ki pt. Don’t Bring Me Down), „Sea Shells” (ze strony B brytyjskiego wydania singla „Breathe Me”) i dwa remiksy piosenki „Breathe Me”, wykonane przez Four Teta i Ulricha Schnaussa.

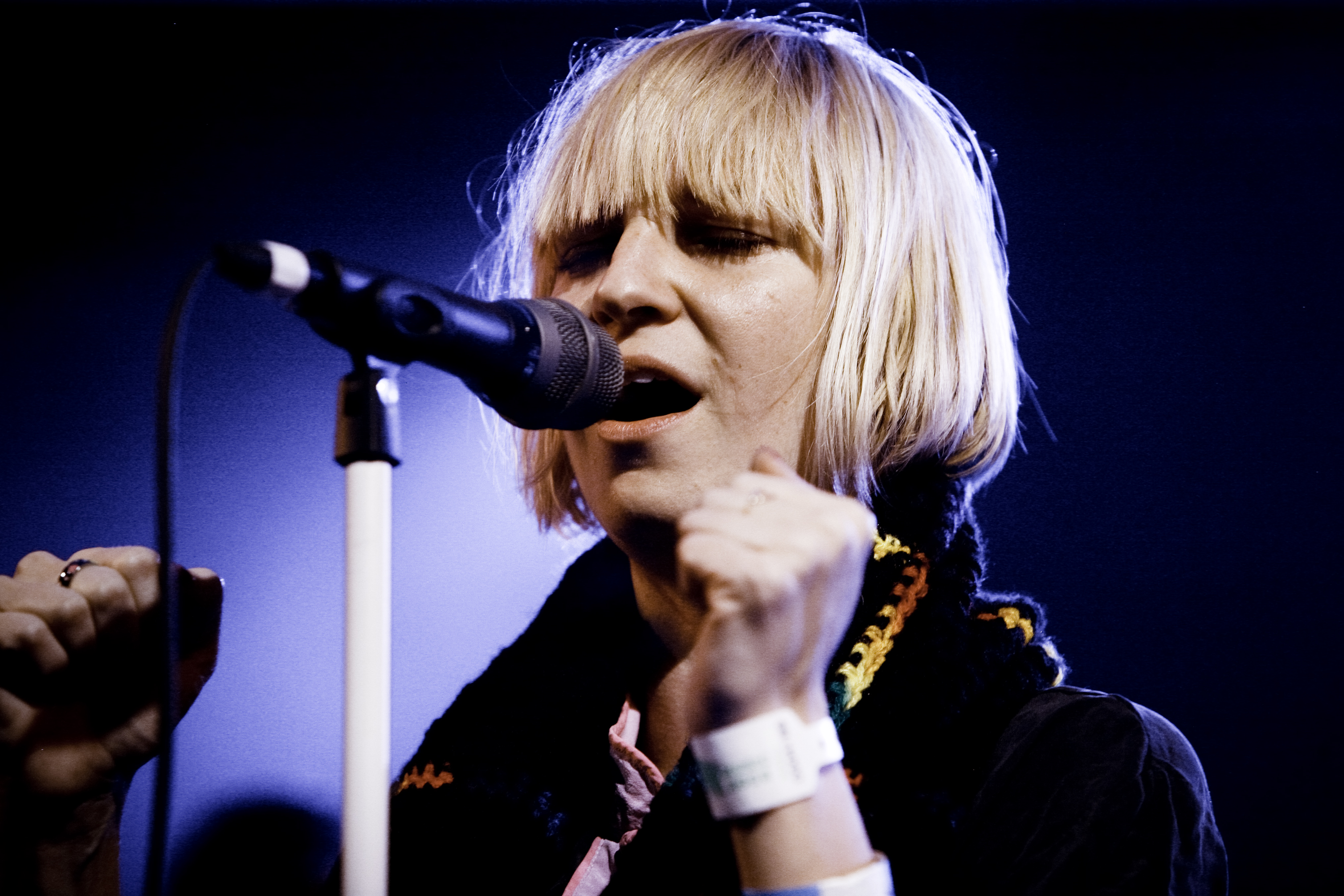
Sia (2008)

W kwietniu 2007 wydała swój pierwszy koncertowy album pt. Lady Croissant, na którym znalazło się osiem piosenek zaśpiewanych na żywo podczas występu w New York’s Bowery Ballroom w kwietniu poprzedniego roku, a także jeden nowy utwór studyjny – „Pictures”. W listopadzie tego samego roku wydała EP-kę pt. Day Too Soon, na której umieściła cztery piosenki: „Buttons” i „The Girl You Lost to Cocaine” oraz tytułowy utwór wraz z remiksem w wykonaniu Mock & Toof. Remiks utworu „The Girl You Lost to Cocaine”, wykonany przez Sandera van Doorna, dotarł do 11. miejsca listy przebojów w Holandii i 12. miejsca w Hiszpanii.
W styczniu 2008 wystąpiła gościnnie w talk-show Late Night with Conan O’Brien, gdzie zaśpiewała piosenkę „The Girl You Lost to Cocaine”. W tym samym miesiącu wydała album studyjny pt. Some People Have Real Problems, który dotarł do 26. miejsca amerykańskiej listy najchętniej kupowanych płyt według magazynu Billboard i otrzymał status złotej płyty w Australii. W listopadzie 2008 wystąpiła w show Davida Lettermana, śpiewając utwór „Soon We'll Be Found” z albumu Some People Have Real Problems. Jeden z utworów z płyty, „Little Black Sandals”, został wykorzystany w jednym z odcinków pierwszej serii programu Private Practice.
W maju 2009 wydała DVD koncertowe pt. TV Is My Parent, na którym znalazł się zapis jej koncertu zagranego 12 września w New York’s Hiro Ballroom, a także teledyski do czterech utworów i materiały zakulisowe z planu zdjęciowego. Za wydawnictwo odebrała nagrodę za najlepsze muzyczne DVD podczas ceremonii wręczania nagród Amerykańskiego Stowarzyszenia Branży Fonograficznej (ARIA) w 2009, na której za płytę Some People Have Real Problems była nominowana do nagrody za najlepszy album przełomowego artysty.
W 2007 nawiązała kontakt z menedżerem Christiny Aguilery, z którym nagrała swój utwór „Death by Chocolate” z płyty Some People Have Real Problems. Dwa lata później wraz z Samuelem Dixonem nawiązali współpracę z Aguilerą, z którą napisali kilka utworów na jej szósty album studyjny pt. Bionic („All I Need”, „I Am”, „You Lost Me” i „Stronger than Ever”). Trio stworzyło też piosenkę „Bound to You”, napisaną na potrzeby filmu Burleska z Aguilerą w roli głównej. Za utwór uzyskała nominację do Złotego Globu za najlepszą oryginalną kompozycję. 

### Lata 2010–2024

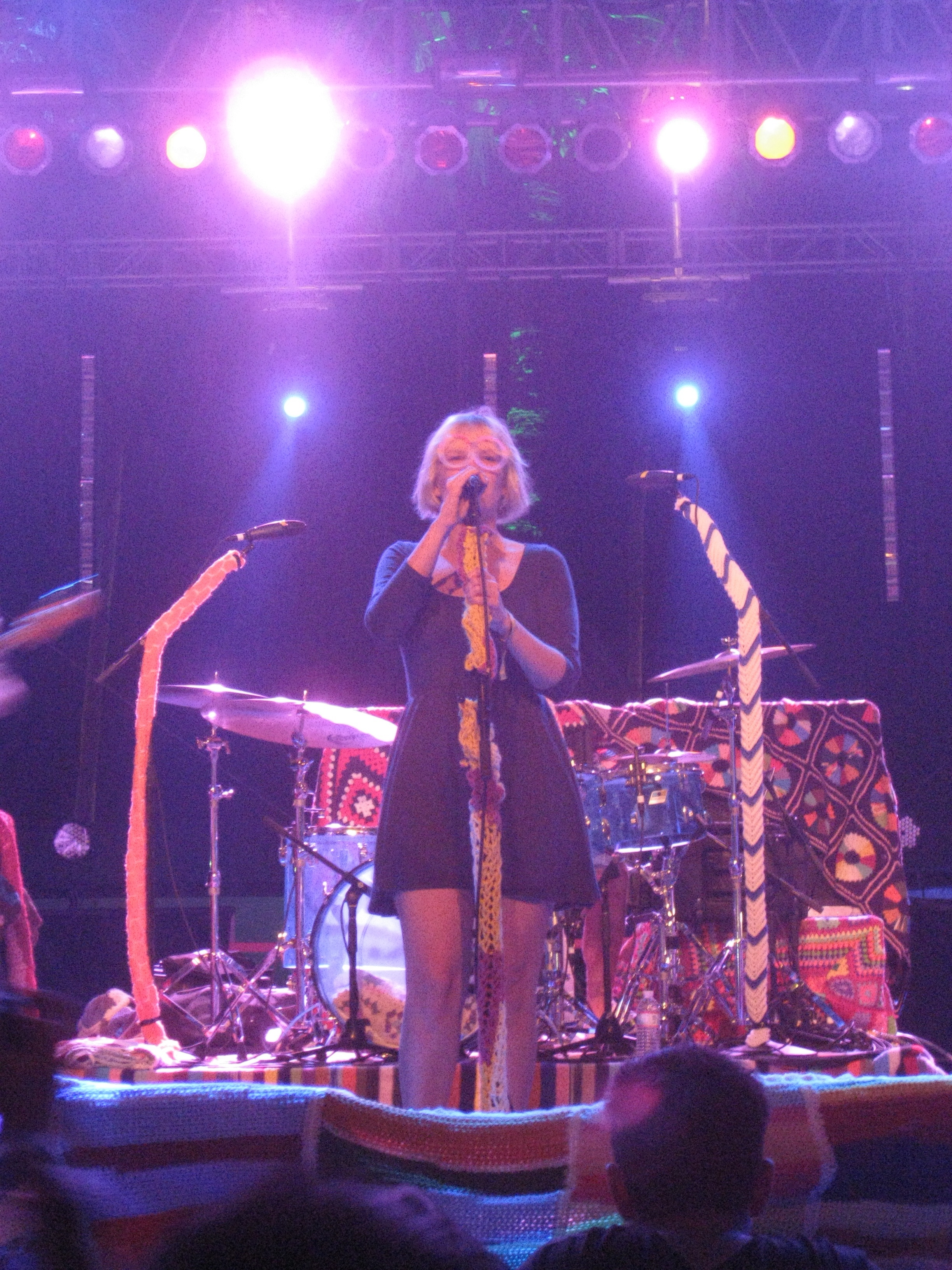
Sia podczas trasy koncertowej We Meaning You Tour (2010)

W czerwcu 2010 wydała album pt. We Are Born. Płytę promowała singlem „Clap Your Hands”, który dotarł do 17. miejsca australijskiej listy przebojów i przyniósł Sii nominację do nagrody APRA 2011 dla piosenki roku. Na płycie umieściła także m.in. utwór „You’ve Changed”, który napisała i wydała w 2008 we współpracy z amerykańską producentką muzyczną Lauren Flax; piosenka dotarła do 31. miejsca australijskiej listy przebojów i pojawiła się w jednym z odcinków serialu Pamiętniki wampirów. Inny utwór z płyty, „I’m in Here”, został zagrany w ścieżce dźwiękowej seriali: Plotkara, Nowe gliny, The Nine Lives of Chloe King i Nikita.
W 2010 otrzymała sześć nominacji do nagród muzycznych ARIA, ostatecznie odebrała statuetki za najlepsze wydanie niezależne i najlepsze wydanie popowe (album We Are Born) i za najlepszy teledysk („Clap Your Hands”); była ponadto nominowana do otrzymania nagrody za płytę roku (We Are Born) i singiel roku („Clap Your Hands”). W tym samym roku za sprzedaż albumu We Are Born w ponad 35 tys. egzemplarzy otrzymała status złotej płyty w kraju.
W czerwcu 2010 odwołała swoją trasę koncertową z powodów zdrowotnych. W styczniu 2011 powróciła na scenę, wystąpiła m.in. na festiwalu Big Day Out w Nowej Zelandii i Australii. W lutym wyruszyła w trasę koncertową po Australii. W maju pojawiła się gościnnie jako trenerka wokalna drużyny Aguilery w pierwszej edycji amerykańskiej wersji programu The Voice.

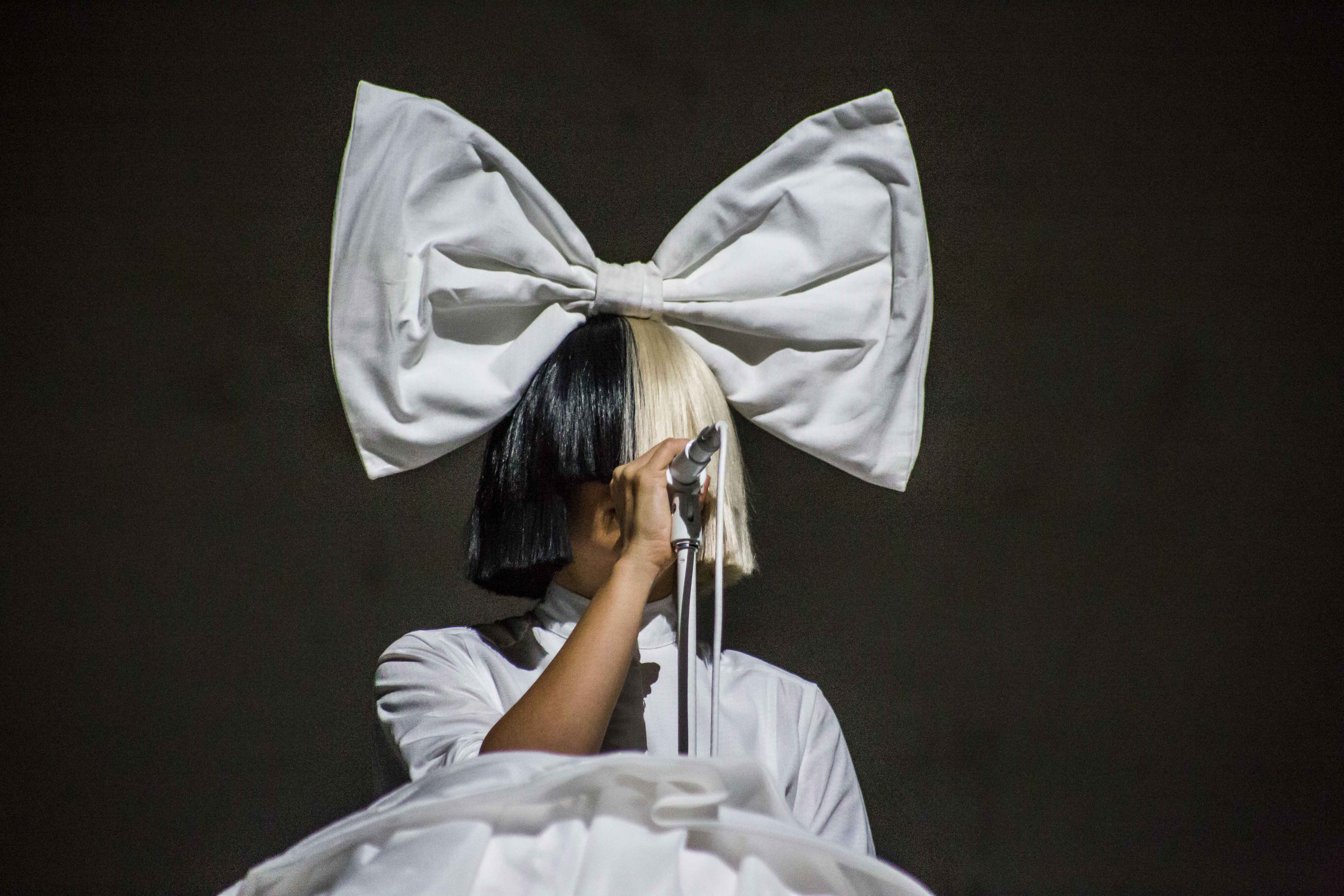
Sia (2016)

30 marca 2012 wydała album kompilacyjny pt. Best Of..., który dotarł do 27. miejsca listy najczęściej kupowanych płyt w Australii. Zaśpiewała partie wokalne w utworze producenta Flo Rida „Wild Ones”, który został zaprezentowany w przerwie między rozgrywkami gali WWE Royal Rumble i został ogłoszony jednym z muzycznych motywów przewodnich gali WrestleMania XXVIII. W tym samym roku zaśpiewała partie wokalne w przeboju „Titanium” Davida Guetty, który promował album producenta pt. Nothing but the Beat. Po nagraniu przyznała, że nie była zadowolona z sukcesu piosenki, twierdząc iż woli być kojarzona jako autorka tekstów, a nie wokalistka. Duet zaprezentował utwór podczas Coachella Valley Music and Arts Festival, gdzie zaśpiewali też inny wspólnie nagrany singiel – „She Wolf (Falling to Pieces)”.
Na początku 2013 nagrała utwór „Kill and Run”, napisany na potrzeby ścieżki dźwiękowej do filmu Wielki Gatsby. W tym samym czasie zaśpiewała gościnnie w utworze „Beautiful Pain”, umieszczonym na rozszerzonej wersji ósmego albumu studyjnego Eminema pt. The Marshall Mathers LP 2. W czerwcu tego samego roku otrzymała APRA Music Award dla autorki piosenek roku. 1 października wydała utwór „Elastic Heart”, który nagrał z The Weekndem i Diplo na potrzeby ścieżki dźwiękowej do filmu Igrzyska śmierci: W pierścieniu ognia.
We wrześniu 2013 ogłosiła, że kończy pracę nad szóstym albumem studyjnym, nad którym pracowała z Gregiem Kurstinem. 17 marca 2014 wydała singiel „Chandelier”, który osiągnął międzynarodowy sukces komercyjny i m.in. dotarł do pierwszego miejsca na amerykańskiej liście Hot Dance Club Play. W klipie do utworu zatańczyła Maddie Ziegler, uczestniczka programu Dance Moms. Za „Chandelier” uzyskała nominacje do nagrody Grammy za piosenkę roku, nagranie roku, najlepszą solową piosenkę pop i najlepszy teledysk. Pod koniec czerwca po raz drugi w karierze odebrała APRA Music Award dla autorki piosenek roku.
4 lipca 2014 wydała album pt. 1000 Forms of Fear, za który otrzymała w większości pozytywne recenzje – wielu krytyków chwaliło treść piosenek, produkcję i głos Sii. Płyta zadebiutowała na pierwszej pozycji Billboard 200, w pierwszym tygodniu po premierze sprzedając się w nakładzie 52 tys. kopii. 29 sierpnia 2014 ukazała się płyta zespołu Maroon 5 pt. V, na której znalazł się m.in. utwór „My Heart is Open” współtworzony przez Się. 15 września w sieci pojawił się singiel Eminema – „Guts Over Fear”, w którym zaśpiewała Sia. W październiku artystka nagrała nową wersję piosenki „You’re Never Fully Dressed without a Smile”, która znalazła się na ścieżce dźwiękowej ekranizacji musicalu Annie. Na potrzeby produkcji nagrała także dwa inne utwory: „Opportunity” i „Moonquake Lake” (w duecie z Beckiem).
9 stycznia 2015 wydała „Elastic Heart”, trzeci singiel z płyty 1000 Forms of Fear, w teledysku do którego wystąpiła Maddie Ziegler i aktor Shia LaBeouf. Klip po premierze został odebrany dwuznacznie: jedni krytykowali go i zarzucali mu promowanie pedofilii, inni podziwiali i uważali za sztukę. Utwór dotarł do 17. miejsca Billboard Hot 100. W maju wydała cover przeboju zespołu The Mamas & the Papas „California Dreamin’”, który został umieszczony na ścieżce dźwiękowej filmu San Andreas. W tym samym miesiącu wydała grę mobilną Bob Job. We wrześniu zapowiedziała wydanie singla „Alive”, który napisała we współpracy z Adele. Na początku listopada wydała pierwszy utwór promocyjny zapowiadający płytę – „Bird Set Free”, a w grudniu – singiel „Cheap Thrills”.
29 stycznia 2016 wydała album pt. This Is Acting z piosenkami, które początkowo napisała z myślą o innych wykonawcach. W kwietniu wystąpiła na festiwalu Coachella, a jej koncert spotkał się z bardzo szerokim uznaniem publiczności i krytyków oraz reakcją wiralową w mediach społecznościowych. Pomiędzy majem a sierpniem wystąpiła na kilkunastu festiwalach muzycznych i innych koncertach w Ameryce, Europie i na Bliskim Wschodzie. W sierpniu premierę miała piosenka „Telepathy” napisana przez Furler a wykonywana przez Christinę Aguilerę przy współudziale Nile’a Rodgersa. Utwór znalazł się na ścieżce dźwiękowej do serialu produkcji Netflix pt. The Get Down. We wrześniu wydała kolejny singel z płyty – „The Greatest”, który dotarł do 18. miejsca Billboard Hot 100. Pomiędzy wrześniem a listopadem tego roku piosenkarka odbyła jesienną trasę koncertową Nostalgic for the Present Tour obejmującą dwadzieścia trzy koncerty w Stanach Zjednoczonych i Kanadzie. Spotkały się one z bardzo ciepłym przyjęciem, a z uwagi na nietypową reżyserię sceniczną i choreografię z udziałem Ziegler zostały określone jako widowiska z pogranicza performance i tańca interpretacyjnego.
W 2017 wydała single: „Move Your Body” i „Free Me”, a dochód ze sprzedaży drugiej z piosenek przeznaczyła na badania nad lekiem na HIV. W tym samym roku opuściła wytwórnię RCA Records i podpisała kontrakt z Atlantic Records, pod której szyldem wydała świąteczny album pt. Everyday is Christmas zawierający przebój „Snowman”. Również w 2017 wyreżyserowała autorski musical Music, który w 2021 został zekranizowany i przyniósł jej kilka nominacji do Złotych Globów.
W maju 2018 nawiązała współpracę z brytyjskim muzykiem Labrinth i amerykańskim DJ-em Diplo, tworząc grupę LSD. 12 kwietnia 2019 wydali wspólnie album pt. Labrinth, Sia & Diplo Present... LSD, na którym umieścili single: „Genius"; „Audio"; „Thunderclouds"; „Mountains" i „No New Friends". 3 maja 2024 wydała album pt. Reasonable Woman, który spotkał się z pozytywnym przyjęciem fanów i krytyków muzycznych. W tym samym roku została producentką drugiego albumu Paris Hilton Infinite Icon, na który nagrała także dwie piosenki w duecie z artystką.

## Życie prywatne
W 2008 na łamach czasopisma „Scotland on Sunday” publicznie ujawniła się jako biseksualistka. W latach 2009–2010 została uznaną przez czytelników portalu internetowego SameSame.com.au jedną z 25 najbardziej wpływowych osób powiązanych ze środowiskiem homoseksualnym w Australii.
Pod koniec czerwca 2010 poinformowała, że z powodu problemów zdrowotnych musi odwołać zaplanowane koncerty i wszelkie wydarzenia związane z promocją płyty. W oświadczeniu wyznała, że miewa ataki paniki i apatię. Zdiagnozowano u niej chorobę Basedowa – nadczynność tarczycy, którą leczyła za pomocą terapii hormonalnej tarczycy. W 2019 ujawniła, że cierpi również  na zespół Ehlersa-Danlosa, w 2023 ujawniła, że zdiagnozowano u niej spektrum autyzmu.

### Związki
W 1997 planowała podróż ze swoim partnerem, Danem. Mężczyzna zginął jednak potrącony przez samochód w Londynie tydzień przed jej przylotem z Tajlandii, którą odwiedziła w trakcie podróży do Europy.
Spotykała się z Jocelyn Rachel „J.D.” Samson, ale w 2011 się z nim rozstała. 6 czerwca 2014 zaręczyła się z Erikiem Andersem Langiem, realizatorem filmów dokumentalnych, którego poślubiła 2 sierpnia tego samego roku w Palm Springs. Byli małżeństwem do końca 2016. Na początku maja 2023 w Portofino poślubiła Dana Bernada, z którym ma syna (ur. 2024). 19 marca 2025 roku Sia złożyła pozew o rozwód. W dokumentach rozwodowych podano jako przyczynę "różnice nie do pogodzenia". 

## Aktywizm
Jest weganką. Uczestniczyła w reklamie dla PETA: Asia-Pacific z jej psem, zachęcając do sterylizacji zwierząt domowych. Zaangażowała się w kampanię "Oscar's Law", w proteście przeciwko hodowli zwierząt na dużą skalę.
Jest zwolenniczką projektu Beagle Freedom Project. W 2016 podczas trasy koncertowej Nostalgic for the Present Tour współpracowała z różnymi organizacjami ratującymi bezpańskie psy, aby na każdym z jej koncertów poprowadzić targi adopcyjne psów. W tym samym roku była nominowana do nagrody "Libby" w kategorii Najlepszy głos w sprawie zwierząt.
Utwór „The Greatest” nagrała w hołdzie dla ofiar strzelaniny w klubie nocnym w Orlando (w teledysku razem z Maddie Ziegler występuje 50 tancerzy - reprezentują oni zabitych podczas zamachu).

## Wizerunek
Często występuje publicznie w charakterystycznej czarno białej peruce zasłaniającej twarz, ponieważ nie chce być sławna, a kostium ma pomóc jej zasłaniać twarz przed widzami i paparazzi. Peruka miała również pomagać jej w radzeniu sobie z atakami paniki.
W 2004 nagrała singiel „Breathe Me”, po nagraniu którego przeżyła załamanie i została zabrana do brytyjskiego szpitala psychiatrycznego na dwa miesiące. W 2010, po serii niepowodzeń, próbowała popełnić samobójstwo, zażywając mieszanki narkotyków. Od tamtego momentu stara się żyć jak najbardziej z dala od skandali, fleszy, pozowania na ściankach i pokazywania swojego życia prywatnego, skupiając się raczej na pomocy zwierzętom oraz wspieraniu środowiska LGBT.

## Dyskografia
- OnlySee (1997)
- Healing Is Difficult (2001)
- Colour the Small One (2004)
- Some People Have Real Problems (2008)
- We Are Born (2010)
- 1000 Forms of Fear (2014)
- This Is Acting (2016)
- Everyday Is Christmas (2017)
- Music – Songs from and Inspired by the Motion Picture (2021)
- Reasonable Woman (2024)

## Trasy koncertowe
- We Meaning You Tour (2010)
- We Are Born Tour (2011)
- Nostalgic for the Present Tour (2016–2017)

## Filmografia

### Jako aktorka
- 1997: Zatoka serc jako ona sama
- 2005: Piccadilly Jim jako wokalistka w nowojorskim barze
- 2014: Annie jako wolontariuszka
- 2017: My Little Pony: Film jako Songbird Serenade (głos)
- 2018: Nobodies jako ona sama
- 2018: Piotruś Królik jako Mrs. Tiggy-Winkle (głos)
- 2019: Scooby Doo i… zgadnij kto? jako ona sama (głos)[132]
- 2021: Music: jako gwiazda popu, która kupuje narkotyki

### Jako kompozytorka
- 2002: Wieczny student (Van Wilder)
- 2002: Błękitna fala (Blue Crush)
- 2004: Mama na obcasach (Raising Helen)
- 2004: 36 (36 Quai des Orfévres)
- 2005: Zgadnij kto (Guess Who)
- 2006: Annapolis
- 2008: Grey’s Anatomy: Here Comes the Flood
- 2010: Burleska (Burlesque)
- 2010: Saga „Zmierzch”: Zaćmienie (The Twilight Saga: Eclipse)
- 2013: Wielki Gatsby (The Great Gatsby)
- 2013: Igrzyska śmierci: W pierścieniu ognia (The Hunger Games: Catching Fire)
- 2014: Annie
- 2015: San Andreas
- 2015: Pitch Perfect 2
- 2015: Pięćdziesiąt twarzy Greya (Fifty Shades of Grey)
- 2016: 183 metry strachu (The Shallows)
- 2016: Lion. Droga do domu (Lion)
- 2016: Zwierzogród (Zootopia)
- 2016: Gdzie jest Dory? (Finding Dory)
- 2017: Wonder Woman
- 2017: Ciemniejsza strona Greya (Fifty Shades Darker)
- 2017: Transformers: Ostatni rycerz
- 2017: My Little Pony: The Movie
- 2018: Nowe oblicze Greya (Fifty Shades Freed)
- 2018: Pułapka czasu (A Wrinkle in Time)
- 2018: Książę Czaruś (Charming)
- 2018: Kluseczka (Dumplin’)
- 2018: Vox Lux
- 2021: Music